# John Ilhan
John Ilhan (* 23. Januar 1965 in Yozgat, Türkei; † 23. Oktober 2007 in Brighton, Victoria; eigentlich Mustafa İlhan) war ein türkischstämmiger australischer Geschäftsmann.
Ilhans Eltern wanderten nach Australien ein, als er drei Jahre alt war. Als Studienabbrecher eröffnete er 1991 mit 1000 AU$, die er sich von seinen Eltern geliehen hatte, seinen ersten Handy-Shop; bei seinem Tod war er Inhaber von 120 „Crazy John’s“-Shops. Sein Vermögen wurde auf 310 Millionen AU$ geschätzt. 2005 war er nach einem Ranking der reichste Australier unter 40.
Während des morgendlichen Joggings hatte er einen Herzinfarkt und verstarb mit 42 Jahren. Er hinterließ eine Frau und vier Kinder.